# Comté de Wexford (Michigan)
Pour l’article homonyme, voir Comté de Wexford.
Le comté de Wexford (Wexford County en anglais) est dans le nord-ouest de la péninsule inférieure de l'État du Michigan. Son siège est à Cadillac. Selon le recensement de 2000, sa population est de 30 484 habitants.

## Géographie
Le comté a une superficie de 1 491 km², dont 1 465 km² est de terre.

### Comtés adjacents
- Comté de Grand Traverse (nord)
- Comté de Missaukee (est)
- Comté d'Oseola (sud-est)
- Comté de Lake (sud-ouest)
- Comté de Manistee (ouest)